# Waitiki Landing
Waitiki Landing ist eine kleine Siedlung im Far North District der Region Northland auf der Nordinsel von Neuseeland.

## Geographie
Die Siedlung befindet sich rund 18 km südöstlich von Cape Reinga / Te Rerenga Wairua und rund 19 km nordwestlich von Te Kao auf der Aupōuri Peninsula. Der Waitiki Stream fließt durch die Siedlung und mündet in der Snipe Bay in den Pārengarenga Harbour. Der New Zealand State Highway 1 führt durch die Siedlung. Von ihm zweigen in der Siedlung Nebenstraßen zu Kapowairua und Te Hapua nach Norden und nach Osten ab. Der nächstgelegene größere Ort ist Kaitaia, rund 78 km südsüdöstlich entfernt.

## Infrastruktur
In Waitiki Landing befindet sich die nördlichste Tankstelle Neuseelands und ist damit über fast 70 km die einzige auf der Aupōuri Peninsula.